# Cynura phinneyi
Cynura phinneyi är en rundmaskart som beskrevs av Murphy 1964. Cynura phinneyi ingår i släktet Cynura och familjen Leptolaimidae. Inga underarter finns listade i Catalogue of Life.